# Lange Steenstraat (tramhalte)
Lange Steenstraat is een tramhalte in het centrum van de Vlaamse stad Gent, en de noordelijke eindhalte van lijn T4. De halte is gelegen aan het Caermersklooster waarin de Kunsthal Gent is gevestigd in de Lange Steenstraat in het noorden van de Patersholwijk.